# Jordi Nogués
Jordi Nogués (ur. 16 września 1975 roku w Tarragonie) – hiszpański kierowca wyścigowy.

## Kariera
Nogués rozpoczął karierę w wyścigach samochodowych w 1996 roku od startów w Hiszpańskiej Formule Renault. Z dorobkiem 32 punktów uplasował się tam na ósmej pozycji w klasyfikacji generalnej. Rok później w tej samej serii był już czwarty. W późniejszych latach pojawiał się także w stawce Spanish Touring Car Championship, Open Telefonica by Nissan, Hiszpańskiej Formuły 3, 24 Hours of Barcelona oraz 500km of Alcaniz.
W World Series by Nissan Hiszpan startował w latach 2000-2001. W pierwszym sezonie startów raz stanął na podium. Uzbierane 28 punktów dało mu dwunaste miejsce w końcowej klasyfikacji kierowców. Rok później był siedemnasty.